# Unrechtsstaat
Unrechtsstaat là một từ mang hàm ý xấu trong tiếng Đức có nghĩa là "nhà nước vi hiến" được dùng để ám chỉ kiểu nhà nước mà việc thực thi quyền lực của chính phủ không bị luật pháp ràng buộc, trái ngược với Rechtsstaat (nhà nước pháp trị). Unrechtsstaat không chỉ được dùng như một thuật ngữ luật học mà còn mang hàm nghĩa về mặt chính trị. Những quốc gia được gọi là Unrechtsstaat bao gồm: Cộng hòa Dân chủ Đức, Cộng hòa Dân chủ Nhân dân Triều Tiên , Cộng hòa Nhân dân Trung Hoa và  Nam Phi thời kỳ Apartheid. 

## Hàm ý
Theo luật sư Horst Sendler, Unrechtsstaat có đặc điểm là nhà nước thiếu sự phấn đấu các quyền lợi của người dân và hoàn toàn thất bại khi không đạt được thành quả nào cả. Đồng thời, việc vi phạm pháp luật và hiến pháp cá nhân không làm cho nhà nước biến thành Unrechtsstaat, bởi vì những vi phạm kiểu như vậy cũng xảy ra trong cả Rechtsstaat nữa. Ngoài ra, một nhà nước không nhất thiết phải được coi là "Unrechtsstaat," ngay cả khi nó không tương ứng với mô hình của Rechtsstaat mang tính dân sự cổ điển và đặc biệt là khái niệm của người Đức về Rechtsstaat. Mặt khác, thuật ngữ "Unrechtsstaat" không loại trừ khả năng xảy ra trường hợp về một nhà nước như vậy có những phạm vi biểu lộ phẩm chất đặc trưng của Rechtsstaat chiếm ưu thế và quyền tài phán được thực hiện trong thực tế. Trái ngược với quan niệm về Unrechtsstaat, Gerd Roellecke cho rằng phẩm chất khác biệt của Unrechtsstaat là nhà nước này không mong đợi sự bình đẳng của tất cả mọi người. Ngược lại với "Nichtrechtstaaten" trong lịch sử (không phải Rechstaaten), Unrechtstaaten có khả năng trở thành Rechstaaten sau một giai đoạn phát triển lịch sử.
Công chúng Đức hay bị chia rẽ về việc liệu có nên gọi Cộng hòa Dân chủ Đức (CHDC Đức) là một ví dụ về Unrechtsstaat hay không. Giới học giả cho rằng đó là một sự định danh chính xác bởi vì nhà nước này không dựa trên pháp quyền và mang tính bất công. Cộng hòa Dân chủ Đức còn bị chỉ trích vì tục lệ và khuôn khổ theo truyền thống từng được chính phủ Đức đem ra làm bằng chứng nhằm mô tả nhà nước Đông Đức này là Unrechtsstaat kiểu như chế độ độc tài.
Unrechtsstaat có thể được phân biệt với 'Verbrecherstaat' hoặc 'nhà nước tội phạm', hàm ý rằng tất cả các thiết chế của nhà nước đều bị một doanh nghiệp tội phạm độc chiếm quyền hành; do vậy trong khi vẫn duy trì hành động của nhà nước trên danh nghĩa và hình thức, các tổ chức chính phủ trở nên hoàn toàn biến thái nhằm phục vụ cho mục đích phạm pháp. Một ví dụ điển hình về Verbrecherstaat trong lịch sử là Đức Quốc Xã thời Thế chiến II và vụ Thảm sát người Do Thái. Verbrecherstaat hoàn toàn không phải là nhà nước hợp lệ, trong khi Unrechtsstaat là nhà nước hợp hiến chịu thừa nhận các quy định của pháp luật về mặt danh nghĩa, nhưng tuy vậy lại không duy trì thiết chế này lâu bền một cách có hệ thống. Tòa án Hiến pháp Liên bang Đức, qua một loạt phán quyết vào những năm 1950, đã thiết lập nguyên tắc rằng Đức Quốc Xã nên được coi là Verbrecherstaat, vì tất cả các thiết chế, tổ chức và công chức chính phủ Đức hoàn toàn biến thành một bộ máy quyền lực phụng sự Đảng Quốc Xã.